# Шкрапари
Шкрапари (грч. Ασπρονέρι, до 1928. грч. Σκράπαρι) је насељено место у општини Рупишта у периферији Западна Македонија, Грчка. Према попису из 2021. године било је 14 становника.
Према бугарском географу и историчару, Василу Канчову, у Шкрапару је 1900. године живело 90 Словена хришћана. Георги Константинов Бистрицки, 1919. године наводи да у Шкрапару има 8 кућа Словена хришћана. Македонски историчар Тодор Симовски, 1998. године наводи да су Шкрапари словенско насеље.